# Saanich

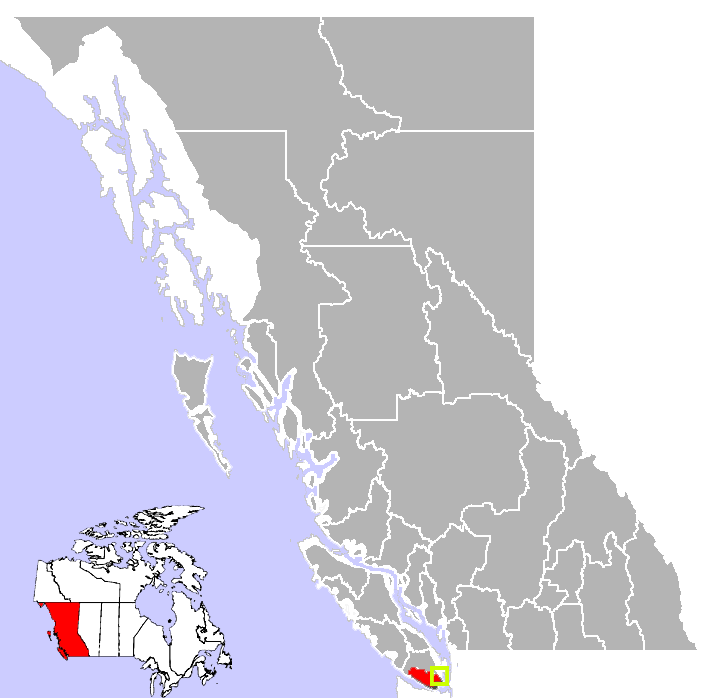
Localização de Saanich na Colúmbia Britânica.

Saanich é uma cidade da província canadense de Colúmbia Britânica, localizado na Ilha Vancouver, e parte da região metropolitana de Vitória. Sua população é de 103,694 habitantes, do censo canadense de 2001.